# Cowboy (album)
Cowboy è l'ottavo album discografico in studio del gruppo musicale synth pop britannico Erasure, pubblicato nel 1997.

## Tracce
1. Rain – 4:10
2. Worlds on Fire – 3:37
3. Reach Out – 3:47
4. In My Arms – 3:28
5. Don't Say Your Love Is Killing Me – 3:46
6. Precious – 3:31
7. Treasure – 3:04
8. Boy – 3:41
9. How Can I Say – 3:17
10. Save Me Darling – 4:01
11. Love Affair – 3:39

Tracce bonus versione USA
1. Rapture (Debbie Harry, Chris Stein) - 6:34
2. Magic Moments (Burt Bacharach, Hal David) – 2:37

## Formazione
- Andy Bell - voce
- Vince Clarke - chitarra, synth